# Beeston, West Yorkshire
Beeston är en stadsdel i Leeds, i distriktet Leeds, i grevskapet West Yorkshire, Storbritannien, med drygt 16 000 invånare. Den är belägen strax söder om stadens centrum och är bland annat känd som platsen för fotbollslaget Leeds Uniteds hemmaarena Elland Road. Det är i stor utsträckning en arbetarklasstadsdel, här finns också en betydande andel med asiatiskt ursprung. Beeston var en civil parish 1866–1904 när blev den en del av Holbeck. Civil parish hade 3 323 invånare år 1901. Byn nämndes i Domedagsboken (Domesday Book) år 1086, och kallades då Bestone.
Två av de misstänkta för bombdåden i London 2005 kom från Beeston.